# Estadístico
Un estadístico es una persona que trabaja con estadísticas teóricas o aplicadas. La profesión existe tanto en el sector privado como en el público. Es común combinar conocimiento estadístico con experiencia en otras materias, y los estadísticos pueden trabajar como empleados o como consultores estadísticos.

## Naturaleza del trabajo
Según la Oficina de Estadísticas Laborales (BLS) de los Estados Unidos, a partir de 2014, 26,970 puestos de trabajo se clasificaron como estadísticos en los Estados Unidos. De estas personas, aproximadamente el 30 por ciento trabajó para gobiernos (federales, estatales o locales). A partir de mayo de 2016, el salario medio para los estadísticos en los Estados Unidos es de $ 80,500. Además, hay un número considerable de personas que usan estadísticas y análisis de datos en su trabajo pero tienen puestos que no son estadísticos, como actuarios, matemáticos aplicados, economistas, científicos de datos, analistas de datos (análisis predictivo), analistas financieros, psicometristas, sociólogos, epidemiólogos y psicólogos cuantitativos. Los estadísticos se incluyen con las profesiones en diversas clasificaciones ocupacionales nacionales e internacionales. Según el BLS, "se prevé que el empleo total crezca un 33% entre 2016 y 2026, mucho más rápido que el promedio para todas las ocupaciones. Las empresas necesitarán que estos trabajadores analicen el creciente volumen de datos digitales y electrónicos".
En los Estados Unidos, la mayoría del empleo en el campo requiere una maestría en estadística o un campo relacionado o un doctorado. "El trabajo típico incluye colaborar con científicos, proporcionar modelos matemáticos, simulaciones, diseñar experimentos aleatorios y planes de muestreo aleatorios, analizar resultados experimentales o de encuestas, y pronosticar eventos futuros (como las ventas de un producto)".